# Јанош Секељ
Јанош Секељ или Бановић Секула (?-18.10.1448.) био је славонски бан и сестрић Јаноша Хуњадија. Помагао је свом ујаку Јањошу Хуњадију током продора у Србију са војском 1448 године. Учествовао је са Јањошем Хуњадијем у другој Косовској битци 1448. године. Током битке је погинуо када му је један снажан турски војник у метежу борбе сабљом одсекао руку са делом панцира.